# Височно-теменная мышца
Височно-теменная мышца (лат. m. temporoparietalis) — рудиментарная мышца, расположенная на латеральной поверхности черепа, выражена относительно слабо.

## Анатомия
Пучки её начинаются на внутренней стороне хряща ушной раковины (лат. pinna) между передней и верхней ушными мышцами, пучки ее веерообразно расходятся и прикрепляются к сухожильному шлему (лат. galea aponeurotica). Данная мышца является остатками ушной мускулатуры.

### Иннервация
Иннервация височно-теменной мышцы осуществляется за счёт височных ветвей лицевого нерва (лат. rr. temporales nervi facialis).

### Кровоснабжение
Кровоснабжение височно-теменной мышцы осуществляется за счёт поверхностной височной и задней ушной артерий (лат. aa. temporalis superficialis et 
auricularis posterior).

## Функции
Височно-теменная мышца смещает ушную раковину вперёд и кверху, оттягивает кожу головы назад и кверху, образует поперечные складки на лбу, поднимает брови, либо её действие не выражено.